# Sam Mbah
Sam Mbah (1963 - 6 de novembro de 2014) foi um advogado, jornalista, ativista e anarquista de Nigéria.

## Biografia
Nascido em Enugu, no sudeste da Nigéria, estudou na Universidade de Lagos. Mais tarde, trabalhou como correspondente do diário Daily Star, de sua cidade natal, em Lagos onde escreveu sobre política, meio ambiente, antropologia e anarquismo.
Foi cofundador e membro ativo da Awareness League (“Liga da Consciência”, em português), uma organização anarquista e anarco-sindicalista nigeriana empenhada na transformação libertária da Nigéria através da educação política, campanhas sociais e de proteção ambiental. Com essa organização, Mbah esteve ativamente envolvido na luta pelos direitos humanos e ambientais e contra a corrupção durante o regime militar que governou seu país entre 1993 e 1999.
Em 1997, ele publicou o livro African Anarchism: The History of a Movement, escrito com I.E. Igariwey e publicado em português como Anarquismo Africano: A História de um Movimento em 2018. Nesta publicação, defendeu o anarquismo como o caminho político para a transformação do continente africano.
Diagnosticado com uma cardiopatia, Mbah morreu em 6 de novembro de 2014 de complicações decorrentes desse problema.

## Livros
- Anarquismo africano: a história de um movimento, Sam Mbah & I. E. Igariwey;tradução Pedro Gomes de Souza Barros; prefácio Alessandra C. Moraes — Rio de Janeiro : Rizoma, 2018. ISBN 978-85-93917-10-3